# Speakers' Corner
Speakers' Corner er en plads i det nordøstlige hjørne af Hyde Park i London ved på Marble Arch og Tyburn. Der er plads til taler og debat specielt søndag morgen. Den erstattede Reformer's Tree længere inde i parken.
De fleste talere er ukendte og ofte excentriske. Men senere kendte som Karl Marx, Lenin, Abdur Raheem Green og George Orwell har talt fra Speakers' Corner. Kandidater fra de store politiske partier har også talt fra Speakers' Corner under deres valgkamp.
Speakers' Corner er et symbol for ytringsfrihed, da alle uanset politisk overbevisning, race, køn, religion, seksuel orientering kan tale uanmeldt om hvilket som helst emne (som politiet tillader), selv om de må regne med, at tilhørere af modsat mening afbryder med tilråb. De fleste af talerne møder op hver søndag med indøvede taler, men det er også de faste ballademagere, som forsøger at latterliggøre de svage talere.
Den nærmeste undergrundstation er Marble Arch.
På Folkemødet på Bornholm har Bornholms Tidende opstillet en lignende talerstol.
51°30′42″N 0°09′35″V / 51.511708333333°N 0.15977777777778°V